# 익산경찰서
익산경찰서(益山警察署, Iksan Police Station)는 전북특별자치도경찰청이 관할하는 경찰서 중 하나이다. 전북특별자치도 익산시 일대를 관할한다. 전북특별자치도 익산시 배산로 165-12에 위치하고 있다.
본래 익산군과 이리시를 관할하던 이리경찰서였으나 1995년 익산군과 이리시 통합으로 통합 익산시로 출범하여 현재 명칭으로 개정되었다.
서장은 총경으로 보한다.

## 기본 정보
- 주소: 전북특별자치도 익산시 배산로 165-12
- 우편번호: 54654

## 관할 파출소 및 지구대
| 명칭       | 사진 | 주소                 | 관할구역                          | 치안센터                  |
| ---------- | ---- | -------------------- | --------------------------------- | ------------------------- |
| 중앙지구대 |      | 중앙로7길 2-9        | 중앙동, 남중동, 송학동, 모현동    | 남중치안센터              |
| 부송지구대 |      | 무왕로 1152          | 영등1동, 삼성동 일부, 팔봉동 일부 | 팔봉치안센터 신흥치안센터 |
| 평화지구대 |      | 인북로1길 26         | 평화동, 인화동, 마동, 동산동      | 마동치안센터 목천치안센터 |
| 신동지구대 |      | 익산대로64길 34      | 신동, 삼성동 일부, 팔봉동 일부    | 영등치안센터              |
| 함열파출소 |      | 함열읍 함열중앙로 54 | 함열읍                            |                           |
| 황동파출소 |      | 황동면 황동로 120    | 황동면                            |                           |
| 삼기파출소 |      | 삼기면 진북로 11     | 삼기면                            |                           |
| 용안파출소 |      | 용안면 현내1로 88    | 용안면                            |                           |
| 망성파출소 |      | 망성면 무네미길 69   | 망성면                            |                           |
| 성당파출소 |      | 성당면 성당로 159    | 성당면                            |                           |
| 용동파출소 |      | 용동면 용동1길 80-25 | 용동면                            |                           |
| 웅포파출소 |      | 웅포면 곰개길 6      | 웅포면                            |                           |
| 함라파출소 |      | 함라면 수동길 4      | 함라면                            |                           |
| 금마파출소 |      | 금마면 금마길 56-1   | 금마면                            |                           |
| 여산파출소 |      | 여산면 영전로 2-54   | 여산면                            |                           |
| 왕궁파출소 |      | 왕궁면 왕궁로 537    | 왕궁면                            |                           |
| 오산파출소 |      | 오산면 평동로 302    | 오산면                            |                           |
| 춘포파출소 |      | 춘포면 춘포로 346    | 춘포면                            |                           |
| 낭산파출소 |      | 낭산면 함낭로 957    | 낭산면                            |                           |